# Mauser Modelo 1889
El Mauser Modelo 1889 era un fusil de cerrojo belga. Se hizo conocido como el Mauser belga de 1889, Mauser Modelo 1891 argentino y Mauser turco de 1890.

## Historia
Luego que los hermanos Mauser terminaron el desarrollo del Modelo 71/84, ambos decidieron crear un fusil de cerrojo de pequeño calibre que disparase cartuchos cargados con pólvora sin humo. Debido a los retrasos producidos por la muerte de Wilhelm Mauser, no pudieron tener el diseño listo para 1882 y se formó la Comisión de Prueba de Fusiles (Gewehr-Prüfungskommission). La comisión prefirió crear su propio diseño. Paul Mauser creó dos variantes distintas del mismo fusil, uno con la culata reforzada y el cañón cubierto, y el otro con un diseño tradicional que seguía las líneas del Modelo 1871 con la esperanza de poder revertir la decisión de la comisión, o al menos vender su diseño al Reino de Baviera, que había adoptado sus propios fusiles. Los dos fusiles fueron conocidos como el M1889 belga y el Modelo 1891 argentino (con las líneas del Modelo 1871), que compartían los mismos cerrojos y depósitos. Sus principales características eran el uso de peines simples para cargar el depósito (una revolución en la cadencia de disparo) y su cartucho sin pestaña (7,65 x 54), avanzado para la época.
Cuando el Ejército belga necesitó un nuevo fusil estándar durante su modernización, se inclinó por los probados diseños alemanes existentes, dejando de lado cualquier iniciativa nacional que se demoraría y hubiese sido costosa. El diseño alemán sirvió como base para la oferta belga, siendo ligeramente modificado para adecuarse a las necesidades militares belgas. Este fusil fue la primera arma de fuego exitosa en ser producida en gran cantidad por la Fabrique Nationale.
El sistema demostró ser sobresaliente en las pruebas de fusiles de Baviera de 1884. Ambos fusiles fueron un éxito, pero los jueces no estaban convencidos de que el peine simple fuese superior al peine en bloque empleado por el fusil Mannlicher. En respuesta, la Mauser empezó a producir el fusil a pequeña escala en un esfuerzo por captar el interés de otros países, pero no logró convencer a ninguna potencia europea. Sin embargo, el agregado militar belga instó a su gobierno a firmar un contrato con la Mauser, esperando que el diseño pudiese darles una oportunidad de fundar una industria armera nacional. El fusil Mauser con cañón pesado y encamisado fue considerado superior a los diseños belgas, resultando en la fundación de la Fabrique Nationale d'Armes de Guerre, actualmente llamada FN Herstal. La fábrica de la FN fue capturada durante la Primera Guerra Mundial, por lo cual los belgas continuaron la producción en una fábrica de Birmingham, Inglaterra, originalmente construida por la conocida empresa armera W. W. Greener y que fue cedida al gobierno belga a fines de la guerra, así como en la fábrica de Hopkins & Allen en los Estados Unidos.
Las negociaciones de los belgas con la Mauser instaron al Imperio otomano, cuyo contrato para los fusiles Modelo 1887 incluía una "cláusula de escape" que le permitía alterar el contrato según los más recientes avances obtenidos por los hermanos Mauser respecto al fusil. Al final ellos ordenaron su propia variante simplificada del Mauser Modelo 1891 argentino, conocido como M1890 turco. Mientras esto acaecía, la Comisión de Armas Ligeras argentina contrató a la Mauser en 1886 para reemplazar sus fusiles Modelo 1871; como ésta deseaba mantener el re-entrenamiento de las Fuerzas Armadas a un nivel mínimo, eligieron al Mauser Modelo 1891. Al igual que otros primigenios fusiles Mauser, la mayoría de estas armas eran fabricadas por la compañía Ludwig Loewe, que en 1896 se unió con otros fabricantes para formar la Deutsche Waffen und Munitionsfabriken.
Una de las principales características definitorias del Mauser belga era su delgada camisa de chapa de acero que rodeaba al cañón, un elemento bastante singular e inusual para otros fusiles Mauser. La camisa fue incorporada como una característica pensada para mantener la efectividad del cañón y del cuerpo de madera maciza ante el paso del tiempo, alargando su vida útil y precisión a largo plazo al ser expuesto a disparos continuos y abuso en el campo de batalla. A pesar de esta idea, el cañón encamisado demostró ser susceptible a acumular humedad y por tanto, surgió el problema de la formación de óxido en éste sin que el usuario lo supiese. Además, la camisa no tenía perforación alguna que permita la salida del calor y demostró ser proclive a combarse. Por lo tanto, la calidad del cañón era afectada por el paso del tiempo sin importar la medida protectora. Otro defecto de la camisa era su contenido adicional de acero. No solamente era costosa, sino que se necesitaba en grandes cantidades para poder equipar a decenas de miles de soldados. Según varios testimonios,[¿cuál?] la camisa del cañón no era apreciada por sus usuarios, quienes dependían de un fusil en perfecto estado durante un conflicto. Otra característica definitoria, al contrario de otros fusiles Mauser, era que su cerrojo se amartillaba mediante un resorte al cerrarse como el del Lee-Enfield británico, el cual sería diseñado posteriormente. Este desarrollo permitía disparar con mayor rapidez, por lo que fue bien acogido.
El Mauser Modelo 1889, como se mencionó, tiene una culata y un guardamanos hechos de una sola pieza de madera maciza, que termina en la boca del cañón. Iba sujetado por dos abrazaderas, con el alza montada sobre el cañón delante de la recámara y el punto de mira sobre la boca del cañón, como casi todos los demás fusiles de la época. Su longitud total era de 1270 mm, con el cañón añadiendo aproximadamente 762 mm. Era suministrado con una bayoneta fija, que le añadía 254 mm porque la doctrina militar de la época todavía se basaba mucho en la carga a la bayoneta para la victoria defensiva.
Todas sus variantes disparaban el cartucho 7,65 x 54 con bala de punta redonda. Muchas piezas eran intercambiables, a excepción de las bayonetas del Modelo 1889 y el Modelo 1890/Modelo 1891; la camisa del cañón hacía que el aro de la bayoneta sea demasiado ancho. El Mauser Modelo 1889 fue rechazado por Alemania en 1884, pero entró en servicio en 1940 con las unidades de segunda línea en Noruega, Dinamarca, Países Bajos y Bélgica. Se introdujo una uña extractora Mauser no giratoria en el cerrojo del Modelo 1892. Diversas variantes de este fusil participaron en las pruebas de fusiles para el Ejército de Estados Unidos que tuvieron lugar ese mismo año; finalmente fue elegido el fusil noruego Krag-Jørgensen.

## Variantes
- Argentina: Fusil Mauser Modelo 1891, carabina de Caballería Modelo 1891 y carabina de Ingenieros Modelo 1891.
- Bélgica: Fusil Mauser M1889, carabina de Caballería M1889 y carabina de Ingenieros M1889.
- Imperio otomano/Turquía: Fusil Mauser M1890.

## Usuarios
- Argentina 1891–1909
- Bélgica 1889–década de 1940
- Bolivia 1895–década de 1930
- España 1889-década de 1940
- Filipinas 1889-década de 1940
- Paraguay
- Colombia
- Imperio otomano 1890–1950
  -  Turquía 1923-década de 1940

 México
- Ecuador